# Énergie solaire en Allemagne

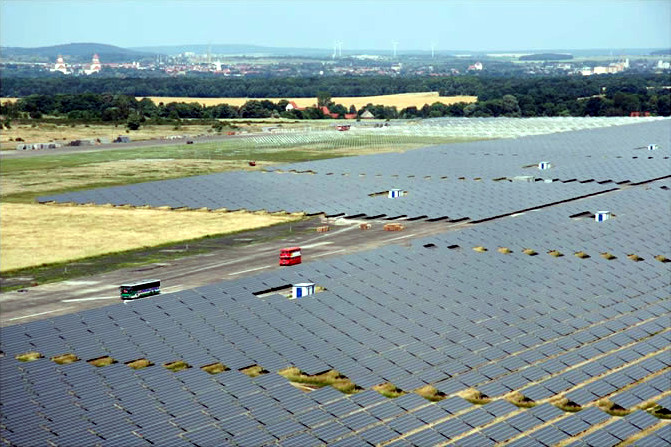
Parc solaire de Waldpolenz (40 MW) à Brandis en Saxe.

L'énergie solaire en Allemagne tient une place bien plus importante que dans la plupart des pays.
La filière solaire thermique allemande se situe en 2021 au 1er rang européen en puissance installée et production ; en surface de capteurs par habitant, l'Allemagne est au 5e rang, avec 2,05 fois la moyenne européenne. Au niveau mondial, l'Allemagne est au 5e rang en 2020 (2,8 % du total mondial). En 2015, le solaire thermique a fourni 4,8 % de la production de chaleur par les énergies renouvelables, soit 0,6 % des besoins de chaleur du pays.
La filière photovoltaïque a pris progressivement son envol au cours des années 2000 grâce à la mise en place de subventions sous la forme de tarifs d'achat très supérieurs aux prix de marché ; à partir de 2016, ce dispositif a été remplacé, pour les installations les plus importantes, par un système d'appels d'offres. Le photovoltaïque a fourni 11,8 % de la production nationale d'électricité en 2023 et 14,9 % en 2024 ; cette part est estimée à 19,8 % au 31/12/2024 par l'Agence internationale de l'énergie ; elle n'est dépassée que par six pays, dont la Grèce, les Pays-Bas, l'Espagne et la Hongrie.
En 2024, l'Allemagne était au 1er rang de l'Union européenne pour la production d'électricité photovoltaïque avec 25,0 % de la production européenne, devant l'Espagne (18,1 %), l'Italie (12,1 %) et la France (8,2 %). Elle se classait au 5e rang mondial en 2023 avec 3,7 % du total mondial ; elle a été dépassée en 2015 par la Chine, en 2016 par les États-Unis et le Japon, et en 2019 par l'Inde.
En termes de puissance installée, elle se situe en 2024 au 1er rang européen (29,1 % du total de l'UE) et au 4e rang mondial (4,4 % du total mondial) derrière la Chine, les États-Unis et l'Inde, et au 2e rang européen en 2024 en termes de puissance installée par habitant, derrière les Pays-Bas, 57 % au-dessus de la moyenne européenne. Le flux de nouvelles installations de 2024 classe l'Allemagne au 1er rang du marché européen (24,2 %) et au 5e rang du marché mondial (2,8 %), derrière la Chine, les États-Unis, l'Inde et le Pakistan. 
L'industrie allemande de fabrication de modules photovoltaïques, très puissante jusqu'en 2011, année où l'Allemagne était le 4e producteur mondial de cellules photovoltaïques, a connu à partir de la fin 2011 une hécatombe : la totalité des entreprises ont disparu ; Q-Cells, ex-leader mondial du secteur, a été racheté par le sud-coréen Hanwha.

## Potentiel solaire de l'Allemagne

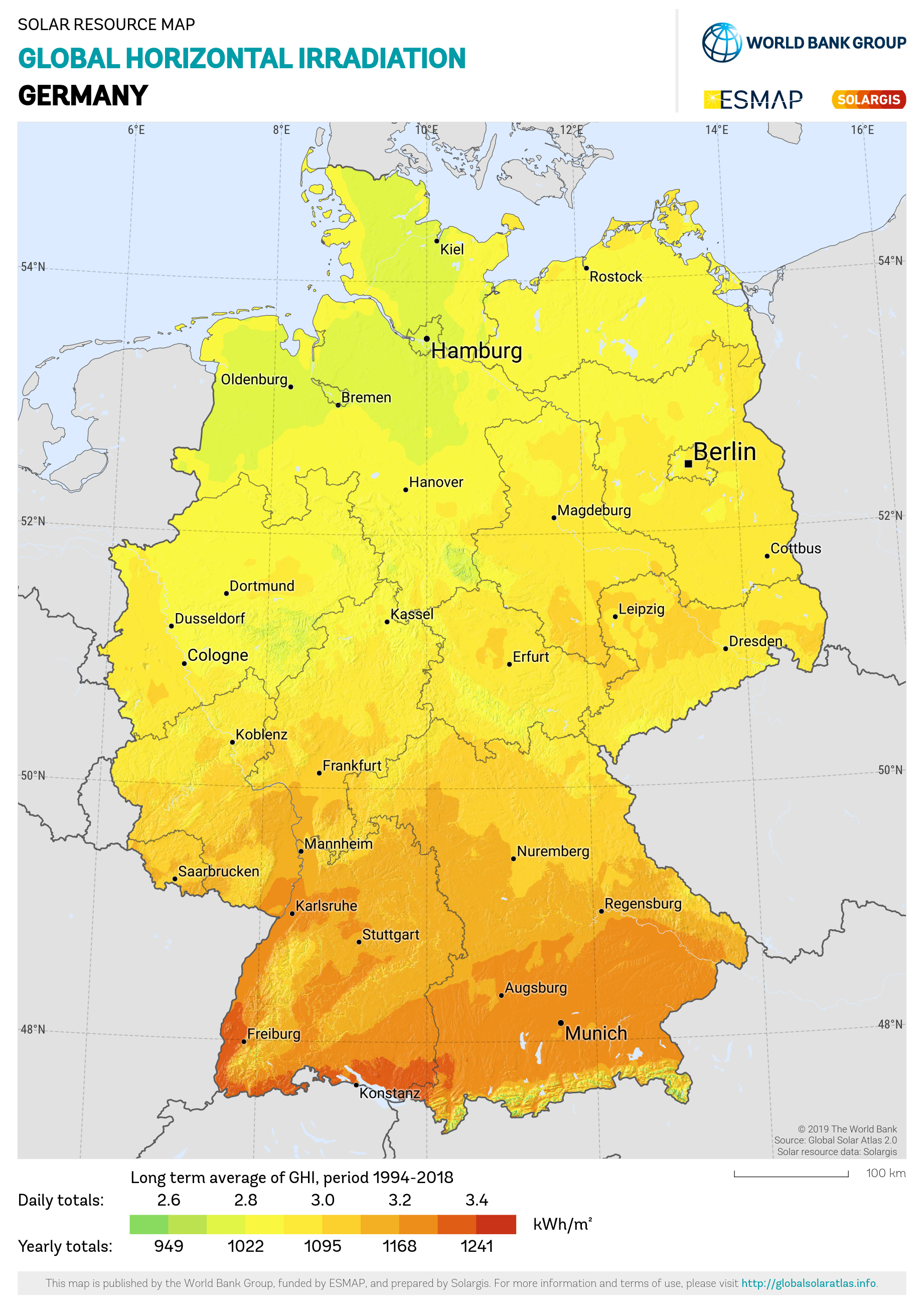
Carte de l'irradiation solaire annuelle globale horizontale en Allemagne.

L'irradiation solaire annuelle globale horizontale (IGH) en France est en moyenne de 1 274 kWh/m², on peut constater sur la carte ci-contre que seules les régions méridionales de l'Allemagne (Bade-Wurtemberg et Bavière) atteignent ce niveau.

## Solaire thermique

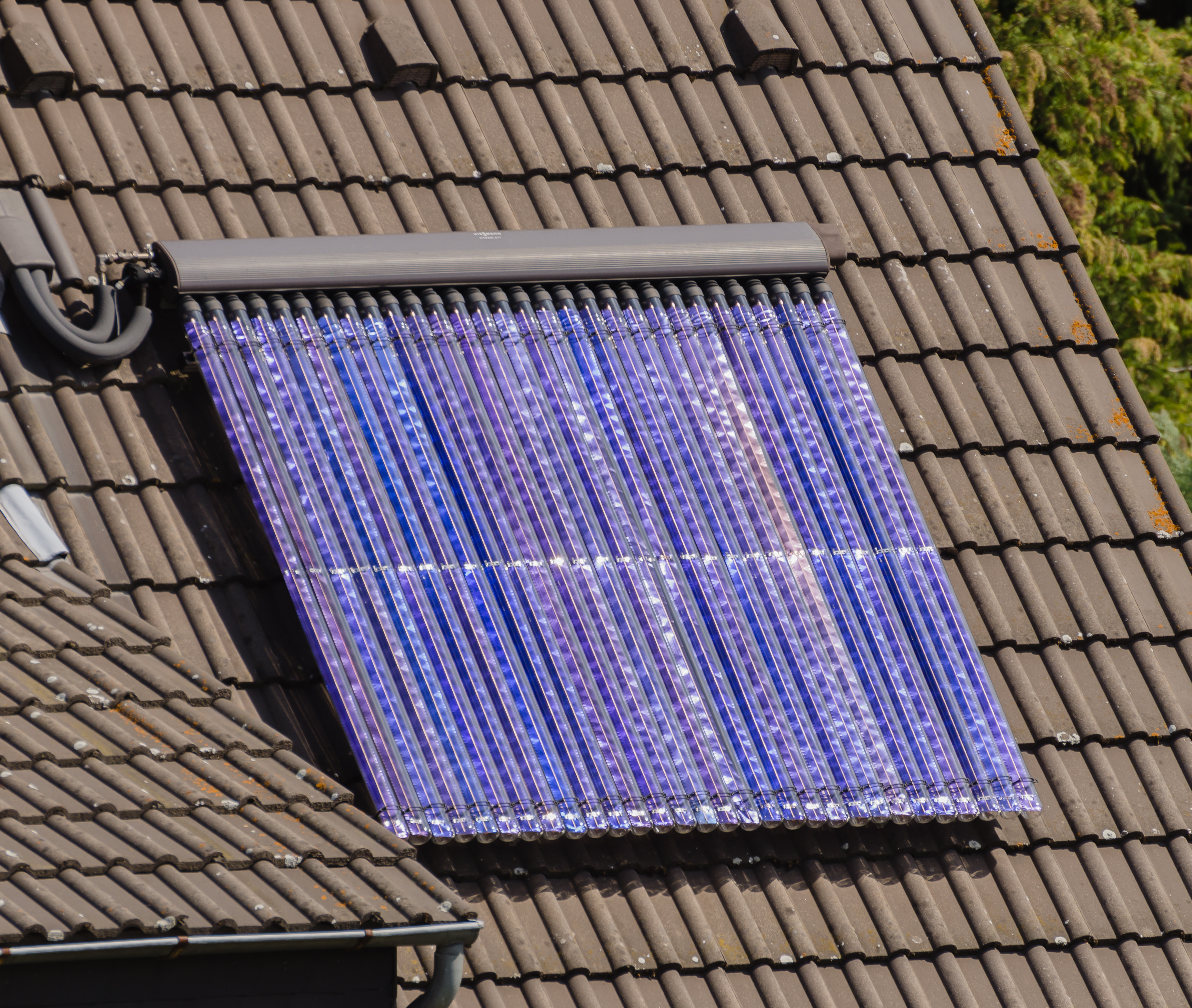
Capteur pour chauffe-eau solaire sur le toit d'une maison à Mörfelden-Walldorf dans la Hesse, 2012.

Le solaire thermique comprend surtout les chauffe-eau solaires individuels ou collectifs.
En 2021, le marché des capteurs solaires thermiques a été en Allemagne de 640 000 m2 après 643 000 m2 en 2020, année de nette relance ; cette surface équivaut à une puissance de 448 MWth et place l'Allemagne au 1er rang européen, loin devant le no 2, la Grèce (359 000 m2). Le parc cumulé atteint 21,78 Mm2 fin 2021 (15 249 MWth), au 1er rang européen, loin devant le no 2, la Grèce (5,175 Mm2) ; avec 0,262 m2 de capteur par habitant (2,05 fois la moyenne européenne de 0,128 m2), l'Allemagne se situe au 5e rang européen, derrière Chypre (1,275 m2), l'Autriche (0,534 m2), la Grèce (0,485 m2) et le Danemark (0,348 m2). Le marché allemand du solaire thermique, premier marché européen qui s’était nettement
relancé en 2020, n’a pas pu faire mieux en 2021, alors que le marché mondial a connu une croissance de 3 % en 2021 après sept années de baisse consécutives.
L'Allemagne se situe au 4e rang mondial des pays producteurs de chaleur d’origine solaire : fin 2020, la puissance installée cumulée des capteurs solaires thermiques en Allemagne atteignait 13 934 MWth, soit 19,9 Mm2 (millions de m²) de capteurs, soit 2,8 % du total mondial, loin derrière la Chine (72,8 %), la Turquie et les États-Unis (3,7 % chacun) ; la puissance solaire thermique par habitant se situait seulement au 11e rang mondial avec 161 Wth, loin derrière Chypre (460 Wth) et l'Autriche (370 Wth).
En 2015, les installations de capteurs solaires thermiques ont produit 7,8 TWh de chaleur, soit 4,8 % de la production de chaleur des énergies renouvelables, qui elles-mêmes couvrent 13,0 % des besoins de chaleur et froid du pays.
Les associations européennes des filières du solaire thermique (Estif), de la géothermie (Egec) et de la biomasse (Aebiom) ont attiré le 19 mars 2014 l'attention du Conseil européen sur la nécessité d'investir dans les énergies renouvelables thermiques pour réduire la dépendance de l'Europe aux importations de gaz russe.

## Photovoltaïque

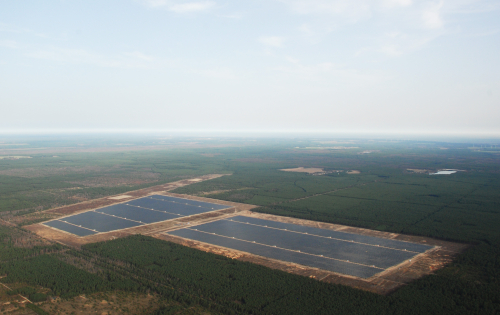
Parc solaire Lieberose (52.8 MW) dans le Brandebourg.

### Production d'électricité
Selon EurObserv'ER, le solaire photovoltaïque allemand a produit 74 134 GWh en 2024 contre 63 873 GWh en 2023, en progression de 16,1 %, grâce à la forte augmentation de la puissance installée et à un ensoleillement meilleur qu'en 2023. L'Allemagne est le 1er producteur d'électricité solaire photovoltaïque d'Europe avec 25,0 % du total de l'Union européenne, loin devant l'Espagne (18,1 %), l'Italie (12,1 %) et la France (8,2 %).
D'après les estimations provisoires publiées en décembre 2024 par le groupe de travail sur les bilans énergétiques (AGEB) de l'industrie énergétique allemande, la production brute d'électricité solaire photovoltaïque de l'Allemagne en 2024 s'élève à 74,0 TWh, en hausse de 16,4 %. Elle représente 14,9 % de la production d'électricité du pays.
En 2023, selon l'Agence internationale de l'énergie, la production d'électricité solaire atteint 61 536 GWh, soit 11,8 % de la production d'électricité du pays. L'Allemagne se classe au 5e rang mondial avec 3,7 % de la production mondiale, derrière la Chine (35,6 %), les États-Unis (13,0 %), l'Inde (6,9 %) et le Japon (5,9 %).
Au niveau mondial, selon l'Energy Institute, l'Allemagne se classe en 2023 au 5e rang avec 3,7 % de la production mondiale, derrière la Chine (35,6 %), les États-Unis (14,7 %), l'Inde (6,9 %) et le Japon (5,9 %).
L'AIE estime la pénétration théorique du solaire photovoltaïque allemand fin 2024 à 19,8 % de la consommation totale d'électricité du pays (moyenne de l'Union européenne : 14 %) ; cette estimation est basée sur la puissance installée au 31/12/2024, donc supérieure à la production réelle de l'année ; cette part du photovoltaïque dans la production d'électricité est la septième plus élevée au monde après celles de la Grèce (27,9 %), des Pays-Bas (25,5 %), de l'Espagne (24,0 %), de la Hongrie (20,6 %), du Chili (20,3 %) et de l'Australie (19,8 %).
| Année | Production (GWh) | Accroissement | Part prod.élec. |
| 2008  | 4 420            |               | 0,7 %           |
| 2009  | 6 583            | +48,9 %       | 1,1 %           |
| 2010  | 11 729           | +78,2 %       | 1,9 %           |
| 2011  | 19 599           | +67,1 %       | 3,2 %           |
| 2012  | 26 380           | +34,6 %       | 4,2 %           |
| 2013  | 31 010           | +17,6 %       | 4,9 %           |
| 2014  | 36 056           | +16,3 %       | 5,7 %           |
| 2015  | 38 726           | +7,4 %        | 6,0 %           |
| 2016  | 38 098           | -1,6 %        | 5,9 %           |
| 2017  | 39 401           | +3,4 %        | 6,0 %           |
| 2018  | 43 459           | +10,3 %       | 6,8 %           |
| 2019  | 44 383           | +2,1 %        | 7,3 %           |
| 2020  | 49 496           | +11,5 %       | 8,6 %           |
| 2021  | 50 472           | +2,0 %        | 8,5 %           |
| 2022  | 60 304           | +19,5 %       | 10,4 %          |
| 2023  | 61 536           | +2,0 %        | 11,8 %          |
| 2024  | 74 134           | +16,1 %       | 14,9 %          |

Selon EurObserv'ER, le solaire photovoltaïque allemand a produit 61 216 GWh en 2023 contre 60 304 GWh en 2022, en progression de 1,5 % seulement, malgré la forte augmentation de la puissance installée, du fait de  l’irradiation solaire beaucoup plus faible en 2023 par rapport à 2022, du nombre important de centrales déjà installées, mais pas encore raccordées au réseau, et de la forte augmentation de l’autoconsommation, difficile à estimer. L'Allemagne est le 1er producteur d'électricité solaire photovoltaïque d'Europe avec 25,1 % du total de l'Union européenne, loin devant l'Espagne (17,6 %), l'Italie (12,6 %) et la France (9,5 %). La part de l’électricité solaire atteint 10,5 % en 2022, comparé à 8,4 % en 2021.
Selon EurObserv'ER, le solaire photovoltaïque allemand a produit 60 787 GWh en 2022 contre 49 340 GWh en 2021, en progression de 23,2 % du fait d'un ensoleillement exceptionnel et d'un flux très élevé de mises en service. L'Allemagne est le 1er producteur d'électricité solaire photovoltaïque d'Europe avec 29,6 % du total de l'Union européenne, loin devant l'Espagne (14,4 %), l'Italie (13,7 %) et la France (10 %). La part de l’électricité solaire atteint 10,5 % en 2022, comparé à 8,4 % en 2021.
En 2021, le solaire photovoltaïque allemand a produit 49 992 GWh contre 49 496 GWh en 2020, en progression de 1,0 % seulement du fait d'un médiocre ensoleillement. L'Allemagne est le 1er producteur d'électricité solaire photovoltaïque d'Europe avec 31,7 % du total européen, loin devant l'Italie (16,2 %). La part de l'autoconsommation est estimée à 10,9 %, soit environ 5,4 TWh. Les données de production ont été revues à la hausse du fait de l’utilisation d’une méthodologie de calcul permettant de mieux mesurer la production d’électricité solaire autoconsommée « économiquement motivée », ce qui a relevé l'estimation de production de 2020 de 48,6 TWh à 49,5 TWh.
Le solaire photovoltaïque allemand a produit 50,6 TWh en 2020 contre 46,4 TWh en 2019, en progression de 9 % ; il représente 8,8 % de la production totale d'électricité du pays.
En 2014, l'Allemagne était encore de loin le premier producteur mondial d'électricité solaire : 19 % du total mondial, devant la Chine (15,4 %), le Japon (12,9 %), l'Italie (11,8 %) et les États-Unis (11,6 %).

### Puissance installée
| - 10 - 50 watts - 50 - 100 watts - 100 - 200 watts - 200 - 350 watts | - 350 - 500 watts - 500 - 750 watts - >750 watts |

Carte de la puissance PV installée par habitant dans les länder allemands à la fin 2013.
source données : EPIA

Puissance photovoltaïque installée cumulée en Allemagne (1996-2016).

Selon EurObserv'ER, l'Allemagne a installé 14 494 MWc en 2024, soit 24,2 % du marché de l'Union européenne (UE), devant l'Espagne (7 859 MWc, 13,1 %), l'Italie (6 467 MWc, 10,8 %), la France (5 007 MWc, 8,4 %), la Pologne (4 364 MWc, 7,3 %) et les Pays-Bas (3 084 MWc, 5,2 %), portant sa puissance installée à 89 130 MWc, soit 29,1 % du total de l'UE, devant l'Espagne (37 438 MWc, 12,2 %), l'Italie (35 819 MWc, 11,7 %), la France (24 878 MWc, 8,1 %), les Pays-Bas (24 359 MWc, 7,9 %) et la Pologne (20 945 MWc, 6,8 %). Les mises hors service ont atteint 65 MWc.
La puissance installée par habitant atteignait 1 068 Wc en 2024, supérieure de 57 % à la moyenne européenne (682 Wc), au 2e rang européen derrière les Pays-Bas (1 357,6 Wc) et devant l'Autriche (941,2 Wc) ; l'Espagne est au 11e rang avec 770 Wc, l'Italie au 15e rang avec 607,4 Wc, la France au 20e rang avec 363,4 Wc.
Selon l'Agence internationale de l'énergie-PVPS, l'Allemagne a installé 16,7 GWc en 2024, soit 2,8 % du marché mondial de l'année, portant sa puissance installée à 99,8 GWc, soit 4,4 % du total mondial, au 4e rang mondial, loin derrière la Chine (1 048 GWc, 46,7 %), les États-Unis (224,1 GWc, 10,0 %) et l'Inde (124,6 GWc, 5,5 %), et devant le Japon (96,9 GWc, 4,3 %) ; l'Allemagne est le 5e marché mondial, derrière la Chine qui a installé 357 GWc dans l'année (59 % du marché mondial), les États-Unis (47,1 GWc, 7,8 %), l'Inde (31,9 GWc, 5,3 %) et le Pakistan (17,0 GWc, 2,8 %).
Selon un rapport (janvier 2025) du Haut conseil pour le climat français « l’Allemagne a atteint en 2024 un peu plus de 16 GW installés, soit environ deux fois plus que ce qui était considéré en 2020 comme le rythme maximum possible dans les pays européens ».
Selon l'Energy Institute, la puissance installée de l'Allemagne se classe en 2023 au 4e rang mondial avec 5,8 % du total mondial, derrière la Chine (43,2 %), les États-Unis (9,8 %) et le Japon (6,2 %).
En 2023, l'Allemagne a installé 14 617 MWc, soit 27,5 % du marché de l'Union européenne (UE), devant l'Espagne (7 301 MWc, 13,7 %), l'Italie (5 236 MWc, 9,9 %), la Pologne (4 887 MWc, 9,2 %) et les Pays-Bas (4 304 MWc, 8,1 %), portant sa puissance installée à 82 191 MWc, soit 32 % du total de l'UE, devant l'Espagne (30 612 MWc, 11,9 %), l'Italie (30 300 MWc, 11,8 %), les Pays-Bas (23 904 MWc, 9,3 %) et la France (20 541 MWc, 8 %).
En 2023, selon l'AIE, l'Allemagne a installé 14,3 GWc, soit 3,5 % du marché mondial de l'année, portant sa puissance installée à 81,6 GWc, au 5e rang mondial avec 5,0 % du total mondial, loin derrière la Chine (662 GWc, 40,8 %), les États-Unis (169,5 GWc, 10,4 %), l'Inde (95,3 GWc, 5,9 %) et le Japon (91,4 GWc, 5,6 %) ; l'Allemagne est redevenue le 4e marché mondial, derrière la Chine qui a installé 235,5 GWc dans l'année (57,8 % du marché mondial), les États-Unis (33,2 GWc, 8,2 %) et l'Inde (16,6 GWc, 4,1 %).
En 2022, l'Allemagne a installé 7,5 GWc, soit 3,1 % du marché mondial de l'année, portant sa puissance installée à 67,2 GWc, au 5e rang mondial avec 5,7 % du total mondial, loin derrière la Chine (414,5 GWc, 35 %), les États-Unis (141,6 GWc, 11,9 %), le Japon (84,9 GWc, 7,2 %) et l'Inde (79,1 GWc, 6,7 %) ; l'Allemagne n'est plus que le 6e marché mondial, derrière la Chine qui a installé 106 GWc dans l'année (44,2 % du marché mondial), les États-Unis (7,7 %), l'Inde (7,5 %), le Brésil (4,1 %) et l'Espagne (3,4 %).
Selon EurObserv'ER, l'Allemagne a installé 7 304 MWc en 2022, soit 22,3 % du marché de l'Union européenne (UE), devant la Pologne (4 774 MWc, 14,5 %), les Pays-Bas (3 938 MWc, 12 %) et l'Espagne (3 480 MWc, 10,6 %), portant sa puissance installée à 67 399 MWc, soit 34,5 % du total de l'UE, devant l'Italie (25 060 MWc, 12,8 %) et les Pays-Bas (18 849 MWc, 9,6 %).
La crise énergétique mondiale de 2021-2022 ayant doublé en un an le prix du gaz naturel et augmenté de 15 % le prix de l'électricité, les particuliers et les entreprises se ruent sur l'énergie solaire pour le chauffage, l'eau et en partie pour l'électricité, par exemple pour charger les voitures électriques. Les installations ont progressé de 60 % entre 2020 et 2021 et de 32 % pour le seul premier trimestre 2022, et près de 18 % des propriétaires et 22 % des entreprises prévoient d'investir dans le solaire en 2022, selon la fédération de l'industrie solaire (BSW).
Le graphique qui aurait dû être présenté ici ne peut pas être affiché car il utilise l'ancienne extension Graph, désactivée pour des questions de sécurité. Des indications pour créer un nouveau graphique avec la nouvelle extension Chart sont disponibles ici.

Selon l'Agence internationale de l'énergie-PVPS, l'Allemagne a installé 5,3 GWc en 2021, soit 3,0 % du marché mondial de l'année, portant sa puissance installée à 59,2 GWc, au 5e rang mondial avec 6,3 % du total mondial, loin derrière la Chine (308,5 GWc), les États-Unis (123 GWc) et le Japon (78,2 GWc), et dépassé en 2021 par l'Inde (60,4 GWc) ; l'Allemagne n'est plus que le 6e marché mondial, derrière la Chine qui a installé 54,9 GWc dans l'année, les États-Unis (26,9 GWc), l'Inde (13 GWc), le Japon (6,5 GWc) et le Brésil (5,5 GWc).
En 2021, l'Allemagne a installé 5 015 MWc, soit 22 % du marché de l'Union européenne (UE), devant la Pologne (3 715 MWc) et les Pays-Bas (3 299 MWc), portant sa puissance installée à 58 728 MWc, soit 37 % du total de l'UE, devant l'Italie (22 600 MWc) et la France (14 780 MWc).
Selon BloombergNEF, le solaire représente déjà 8 % de l'électricité consommée en Allemagne en 2020 ; la puissance installée progresse au rythme annuel de 11 % et se rapproche de celle de l'éolien, car l'installation d'éoliennes se heurte à l'opposition croissante de riverains ; cette progression provient de la chute des coûts de production de l'électricité photovoltaïque qui pousse les grands acteurs comme EnBW à investir dans des parcs solaires désormais rentables sans subvention. Le gouvernement a fixé l'objectif de 65 % d'énergies renouvelables dans la consommation brute d'électricité en 2030, contre 43 % en 2019, et vise une capacité photovoltaïque installée de 98 GW en 2030 contre 54 GW en 2020. Mais la progression du solaire est limitée par son faible facteur de charge : 11 %, par le manque de soleil en hiver et par le risque de surproduction en été ; BloombergNEF estime que l'avenir du solaire se situe davantage en Espagne.
Les 3 856 MWc mis en service en Allemagne en 2019, en progression de 68,5 % par rapport aux 2 288 MWc installés en 2018, représentent 24,7 % du marché européen de l'année, derrière l'Espagne (3 993 MWc) et loin devant les Pays-Bas (2 402 MWc) et la France (966 MWc). La puissance installée cumulée fin 2019 atteint 49 016 MWc, en progression de 8,5 % ; elle représente 37,5 % du total de l'Union européenne, loin devant l'Italie : 20 864 MWc. Sur les 100 800 installations solaires installées en 2019, environ 60 000 étaient équipées d'un système de stockage, ce qui porte à 180 000 le nombre total de ces systèmes.
L'Allemagne a installé 3,0 GWc en 2018, soit environ 3 % du marché mondial de l'année, portant sa puissance installée à 45,4 GWc, au 4e rang mondial avec 9 % du total mondial ; comme en 2015, 2016 et 2017, l'Allemagne n'est plus que le 6e marché mondial, loin derrière la Chine qui a installé 45 GWc dans l'année, l'Inde (10,8 GWc), les États-Unis (10,6 GWc) et le Japon (6,5 GWc) et même derrière l'Australie (3,8 GWc) ; en Europe cependant, elle reste le premier marché devant les Pays-Bas : 1,3 GWc.
Les 2 938 MWc mis en service en Allemagne en 2018, en progression de 80,8 % par rapport aux 1 625 MWc installés en 2017, se répartissent en trois-quarts d'installations en toitures et un quart au sol ; ils représentent 38,6 % du marché européen de l'année, loin devant les Pays-Bas (1 397 MWc) et la France (862,4 MWc). La puissance installée cumulée fin 2018 atteint 45 277 MWc, en progression de 6,9 % ; elle représente 39,5 % du total de l'Union européenne, loin devant l'Italie : 20 107 MWc.
En 2016, l'Allemagne a installé 1,52 GWc, soit environ 2 % du marché mondial de l'année, portant sa puissance installée à 41,22 GWc, au 3e rang mondial avec 13,6 % du total mondial, loin derrière la Chine (78,07 GWc), juste après le Japon (42,75 GWc) et devant les États-Unis (40,3 GWc) ; comme en 2015, l'Allemagne n'est plus que le 6e marché mondial, loin derrière la Chine qui a installé 34,54 GWc dans l'année, les États-Unis (14,73 GWc) et le Japon (8,6 GWc) ; en Europe, elle reste le second marché derrière le Royaume-Uni : 1,97 GWc.
En 2015, l'Allemagne a installé 1,45 GWc, portant sa puissance installée à 39,7 GWc, au 2e rang mondial derrière la Chine qui la dépasse pour la première fois avec 43,53 GWc ; le rythme des installations a fléchi : l'Allemagne n'est plus en 2015 que le 6e marché mondial, loin derrière la Chine qui a installé 15,15 GWc dans l'année, le Japon (11 GWc) et les États-Unis (7,3 GWc) ; en Europe, elle n'est plus que le second marché derrière le Royaume-Uni : 3,51 GWc.
Fin 2014, le solaire photovoltaïque allemand, avec 38,3 GWc installés, dont 65 MW hors réseau, se classait au 1er rang européen et au 1er rang mondial, devant la Chine (28,2 GWc), le Japon (23,3 GWc) et l'Italie (18,45 GWc). Mais les nouvelles installations de 2014 classaient l'Allemagne au 5e rang du marché mondial avec 1 899 MWc, loin derrière la Chine (10 600 MWc) et au 2e rang du marché européen, derrière le Royaume-Uni : 2 448 MWc.

### Facteur de charge et irrégularité de la production

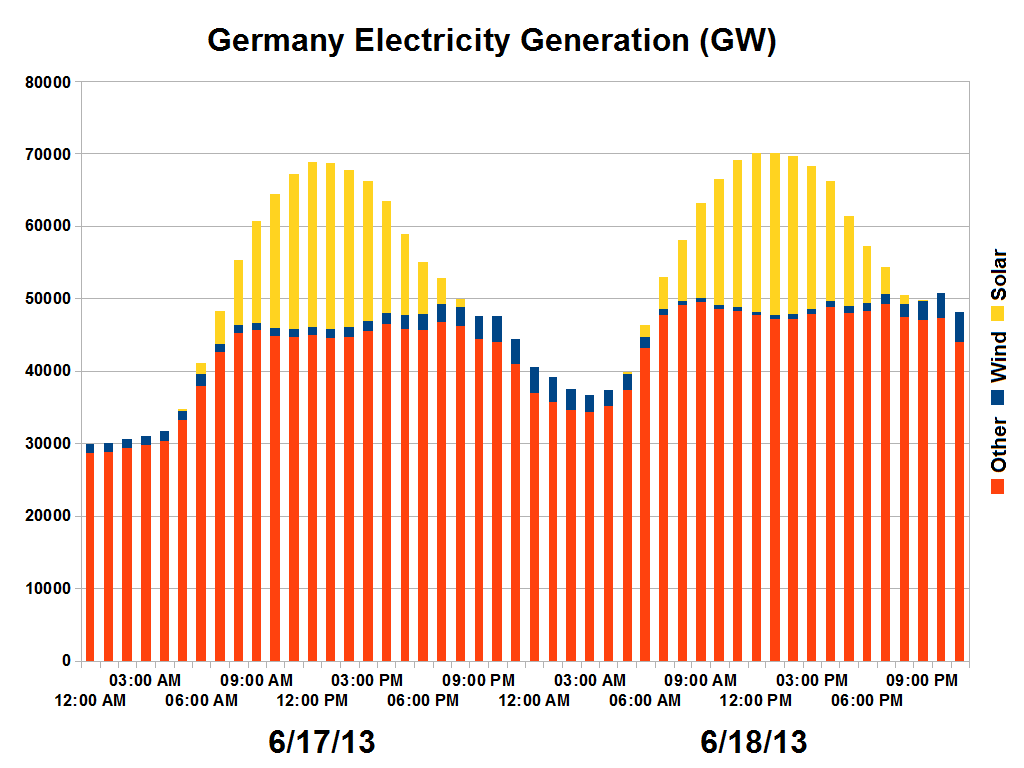
Production d'électricité en Allemagne les lundi 17 et mardi 18 juin 2013 (solaire en jaune et éolien en bleu).

Le facteur de charge (taux d'utilisation moyen de la puissance installée) varie d'une année à l'autre, principalement en fonction des conditions climatiques (temps plus ou moins nuageux), mais aussi secondairement en fonction des rendements des cellules des parcs nouvellement installés. En 2018, année particulièrement ensoleillée, la durée moyenne d'utilisation de la puissance installée a augmenté à 1 020 heures contre 931 heures en 2017 ; cette amélioration a concerné l'ensemble de la moitié nord de l'Europe, alors que l'Europe du Sud a souffert d'un net recul : 1 638 heures en 2018 contre 1 802 heures en 2017 en Espagne.
Le graphique ci-contre présente le diagramme de la production d'électricité allemande sur deux jours de juin 2013 ; la production solaire (en jaune) est maximale en mai et juin ; on remarque la très forte concentration de la production sur une dizaine d'heures en milieu de journée et l'absence totale de production pendant près de dix heures de nuit.

Productions mensuelles d'une installation photovoltaïque de 1 kWc en Allemagne du Nord.

La production est également fortement saisonnière : le graphique ci-dessus montre les variations saisonnières d'une installation située en Allemagne du Nord. On constate que la production mensuelle varie dans un rapport de un à six entre l'hiver et l'été. Le facteur de charge moyen en Allemagne est de 11 % (17% au Portugal), mais descend en dessous de 4 % pendant les mois d'hiver[réf. souhaitée].

### Principales centrales photovoltaïques
- (de) Cet article est partiellement ou en totalité issu de l’article de Wikipédia en allemand intitulé « Liste deutscher Kraftwerke#Solarkraftwerke » (voir la liste des auteurs).

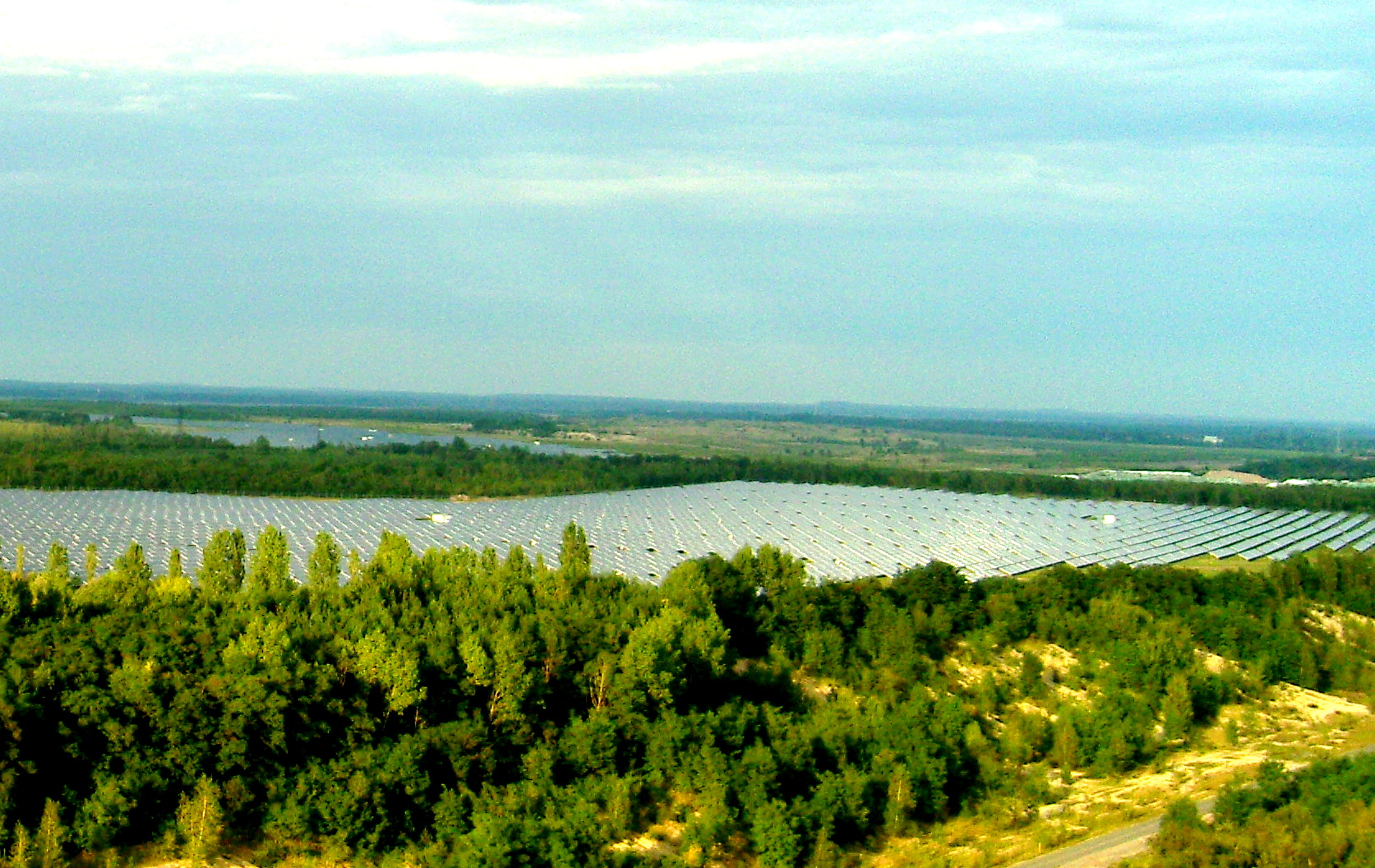
Parc solaire de Senftenberg, Brandebourg.

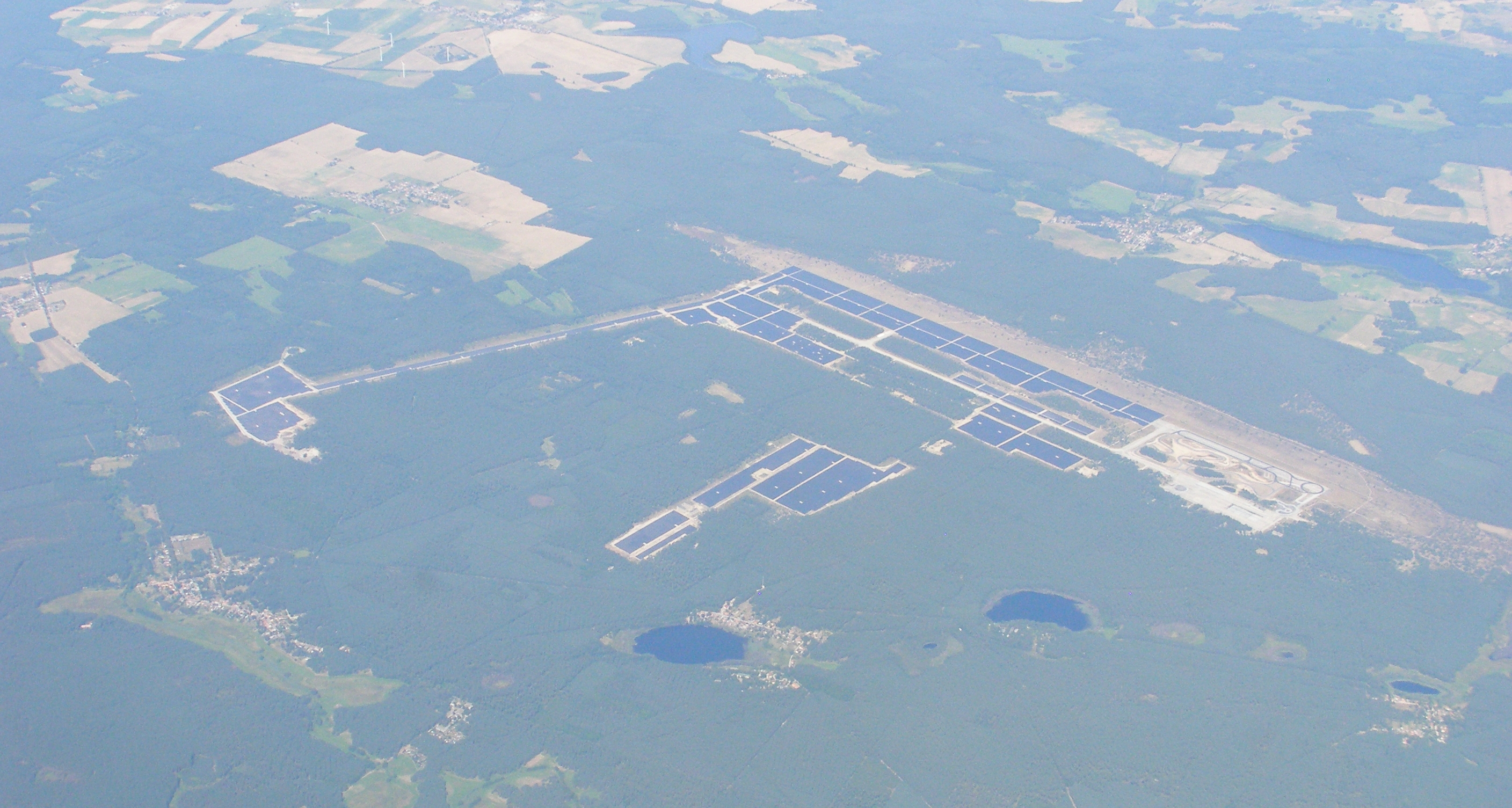
Parc solaire de Templin/Groß Dölln, Brandebourg.

La production photovoltaïque est, contrairement à la production éolienne, concentrée dans le sud : la Bavière produisait en 2015 à elle seule 11,63 TWh, soit 30 % du total national, et le Bade-Wurtemberg 5,28 TWh (13,6 %) ; le Brandebourg, bien qu'équipé de nombre de centrales géantes, n'a produit que 3,10 TWh (8,0 %) ; ceci s'explique moins par une moindre durée moyenne d'utilisation de la puissance installée que par le nombre d'installations : 500 000 en Bavière et 287 000 dans le Bade-Wurtemberg contre seulement 31 000 dans le Brandebourg.
| Région                                                                         | Nombre milliers | Puissance fin 2015 MW | Production 2015 GWh | % production totale | Durée moy. d'utilis.* heures/an |
| Bavière                                                                        | 500 209         | 11 176                | 11 632              | 30,0 %              | 984                             |
| Bade-Wurtemberg                                                                | 287 140         | 5 056                 | 5 278               | 13,6 %              | 983                             |
| Rhénanie-du-Nord-Westphalie                                                    | 233 128         | 4 295                 | 3 976               | 10,3 %              | 873                             |
| Basse-Saxe                                                                     | 145 099         | 3 519                 | 3 214               | 8,3 %               | 853                             |
| Brandebourg                                                                    | 31 438          | 2 896                 | 3 102               | 8,0 %               | 1 092                           |
| Saxe-Anhalt                                                                    | 24 558          | 1 831                 | 1 932               | 5,0 %               | 1 044                           |
| Rhénanie-Palatinat                                                             | 90 962          | 1 903                 | 1 853               | 4,8 %               | 921                             |
| Hesse                                                                          | 102 462         | 1 801                 | 1 734               | 4,5 %               | 914                             |
| Saxe                                                                           | 34 299          | 1 520                 | 1 653               | 4,3 %               | 1 039                           |
| Schleswig-Holstein                                                             | 42 291          | 1 500                 | 1 369               | 3,5 %               | 845                             |
| Mecklembourg-Poméranie-Occidentale                                             | 14 838          | 1 373                 | 1 308               | 3,4 %               | 932                             |
| Thuringe                                                                       | 25 247          | 1 163                 | 1 144               | 3,0 %               | 964                             |
| Total Allemagne                                                                | 1 564 083       | 38 603                | 38 726              | 100 %               | 952                             |
| * durée moyenne annuelle d'utilisation de la puissance installée source : BDEW |                 |                       |                     |                     |                                 |

Liste des principales centrales photovoltaïques allemandes :
| Nom du parc                                                                                        | Commune                   | Land                               | Surface | MWc*  | Type*                          | Date mise en service | Opérateur                |
| Witznitz                                                                                           | Witznitz, près de Leipzig | Saxe                               | 500 ha  | 605   |                                | avril 2024           | Hansainvest Real Assets  |
| Senftenberg (Meuro),                                                                               | Senftenberg               | Brandebourg                        | 353 ha  | 168   |                                | 2011-12              | Saferay GmbH et GP Joule |
| Neuhardenberg                                                                                      | Neuhardenberg             | Brandebourg                        | 240 ha  | 156,2 |                                | 2012,2015            |                          |
| Templin/Groß Dölln                                                                                 | Templin                   | Brandebourg                        | 214 ha  | 128   | First Solar                    | 2013                 |                          |
| Jocksdorf/Preschen,                                                                                | Neiße-Malxetal            | Brandebourg                        | 214 ha  | 104   |                                | 2012                 | Phoenix Solar            |
| Brandenburg-Briest                                                                                 | Brandebourg-sur-la-Havel  | Brandebourg                        | 65 ha   | 91    | Q-Cells                        | 2011                 |                          |
| FinowTower I et II                                                                                 | Schorfheide               | Brandebourg                        | 315 ha  | 84,7  |                                | 2010-2011            | Solarhybrid AG           |
| Eggebek                                                                                            | Eggebek                   | Schleswig-Holstein                 |         | 83,6  |                                | 2011                 |                          |
| Finsterwalde                                                                                       | Finsterwalde              | Brandebourg                        | 198 ha  | 80,2  | LDK Solar (chinois) et Q-Cells | 2010-2011            | fonds d'investissement   |
| Lieberose,                                                                                         | Turnow-Preilack           | Brandebourg                        | 162 ha  | 71    | First Solar                    | 2009-2011            | juwi Holding AG          |
| Alt Daber                                                                                          | Wittstock/Dosse           | Brandebourg                        |         | 67,8  | Belectric                      | 2011                 |                          |
| Strasskirchen                                                                                      |                           | Bavière                            |         | 54    | Q-Cells                        | 2009                 |                          |
| Waldpolenz,                                                                                        | Brandis                   | Saxe                               | 142 ha  | 52,3  | First Solar                    | 2008-09              | juwi Holding AG          |
| Walddrenah                                                                                         |                           | Brandebourg                        |         | 51,9  |                                | 2012                 | Enerparc                 |
| Tutow                                                                                              |                           | Mecklembourg-Poméranie-Occidentale |         | 51,5  |                                | 2009-2011            | juwi Holding AG          |
| Ahlhorn                                                                                            |                           | Basse-Saxe                         |         | 51    |                                | 2012                 |                          |
| Zerbst                                                                                             |                           | Saxe-Anhalt                        |         | 46    |                                | 2011                 |                          |
| Köthen                                                                                             | Köthen                    | Saxe-Anhalt                        |         | 45    |                                | 2009-2010            | RGE Energy AG            |
| Jännersdorf                                                                                        |                           | Brandebourg                        |         | 40,5  |                                | 2012                 |                          |
| * MWc : Puissance maximale théorique en Mégawatt-crête (MWc) ; Type : constructeur des modules PV. |                           |                                    |         |       |                                |                      |                          |

Au début de 2020, EnBW lance la construction de la plus grande centrale solaire photovoltaïque allemande (plus de 180 MWc) à Weesow-Willmersdorf, sans subvention ; sa production sera vendue directement sur le marché. En février 2019, EnBW avait signé avec Energiekontor le premier contrat de vente directe d'électricité sans subvention, sur 15 ans, pour le projet de centrale solaire de 85 MWc de Marlow/Dettmannsdorf.
En avril 2024, la plus grande centrale solaire d’Europe (605 MWc) est mise en service à Witznitz, près de Leipzig, par la société d’investissement allemande Hansainvest Real Assets. Sa production est destinée par contrat à Shell Energy Europe. Le promoteur de la centrale, Move On Energy, installera 45 MWc supplémentaires sur le site d’ici l’été 2024 ; il a installé environ 1,1 million de modules solaires sur 500 hectares de l’ancienne mine de lignite à ciel ouvert « Witznitz II ».

### Marché photovoltaïque

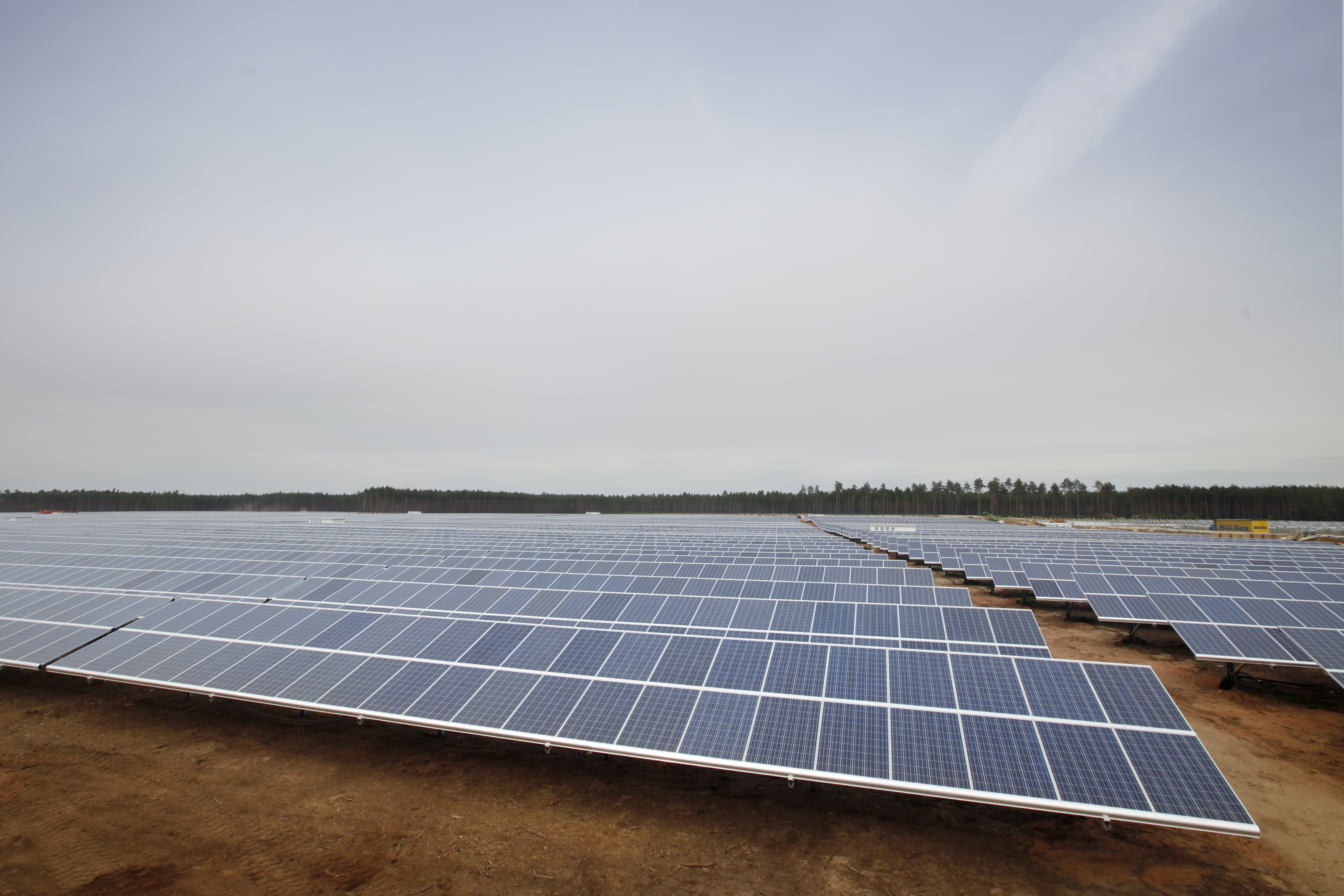
Centrale photovoltaïque de Krempendorf (Brandebourg), 24.2 MW.

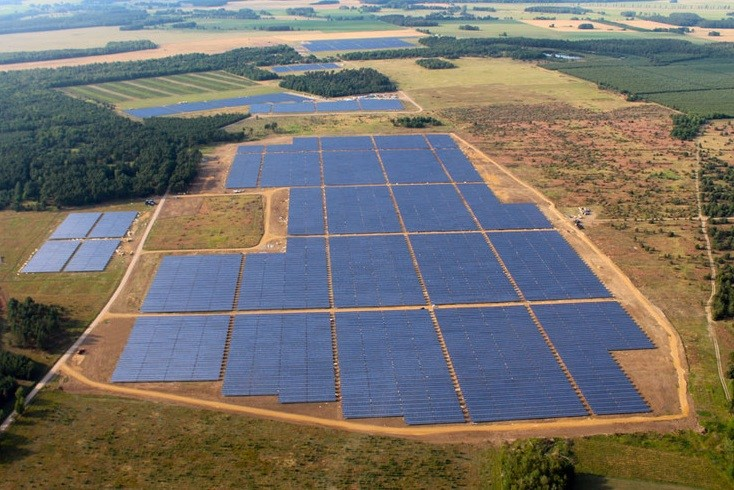
Parc solaire de Jännersdorf (Brandebourg), 40.5 MW.

La filière photovoltaïque se développe massivement dans plusieurs pays (Allemagne, Espagne, Italie, États-Unis, Chine, Inde), ce qui contribue à en diminuer les coûts. Selon GTM Research, les coûts de production des modules premium des marques chinoises renommées ont diminué de plus de 50 % entre 2009 et 2012, passant de 1 €/W à 0,46 €/W ; cette baisse devrait se ralentir, mais continuer jusqu'à 0,33 €/W en 2015, grâce à de nouvelles innovations techniques.
En 2011, l'Allemagne était le 4e producteur de cellules photovoltaïques (2 508 MWc, 6,7 % du total mondial) après la Chine (57,3 %), Taïwan (11 %) et le Japon (6,9 %), mais aucune entreprise allemande ne figurait dans le classement mondial 2011 des 10 plus grands producteurs de cellules photovoltaïques, dont 7 sont chinois et 3 nord-américains ; le no 1 mondial Suntech Power est chinois, le no 2 First Solar est américain, mais possède plusieurs usines en Allemagne ; à partir de la fin de 2011, l'Allemagne a connu une série de faillites parmi ses industriels du photovoltaïque, du fait de la concurrence asiatique et de la diminution des subventions :
- Solon dépose le bilan en décembre 2011[38] ;
- Solar Millenium en décembre 2011[39]
- Solarhybrid en mars 2012[40] ;
- Q-Cells, ex-leader mondial du secteur, en avril 2012, après une brillante ascension avant de connaître de graves difficultés à partir de 2008 ; le 26 août 2012, Q-Cells a annoncé son rachat par le groupe sud-coréen Hanwha[41] ;
- Sovello en mai 2012[42].

En 2015, une seule entreprise européenne figurait dans le classement des dix principaux fabricants de modules photovoltaïques, qui comptait six chinois, deux américains et un coréen : l'allemand Solarworld, qui produisait également aux États-Unis ; le coréen Hanwha produisait une partie de ses modules en Allemagne, dans les usines rachetées à Q-Cells. Mais Solarworld a déposé son bilan en 2017, puis à nouveau en mars 2018. En 2017, neuf des dix principaux fabricants de modules photovoltaïques sont asiatiques : huit chinois et le coréen Hanwha ; le dixième est américain : First Solar.
Une guerre commerciale s'est développée entre les États-Unis et l'Europe d'une part, la Chine de l'autre, sur des accusations de soutiens étatiques aux fabricants de panneaux solaires photovoltaïques ; les aides et subventions étant massives dans tous les pays, il est difficile de dire si l'un ou l'autre exagère… Les États-Unis ont institué en octobre 2012 des droits de douane dissuasifs sur les panneaux chinois, et l'Europe a lancé une enquête antidumping, ce qui a eu pour effet un ralentissement marqué du développement du photovoltaïque,.
Cependant, la Chine importe de grandes quantités de silicium d'Europe et des États-Unis ; la Chine a annoncé en octobre l'ouverture d'une enquête antidumping sur les importations de silicium polycristallin en provenance de l'Union européenne, après avoir fait de même en juillet pour celles des États-Unis ; le gouvernement allemand, dont l'industrie exporte et investit massivement en Chine, presse pour une solution amiable ; le 4 juin 2013, Bruxelles avait conclu au dumping de la part de l'industrie chinoise, qui affiche avec l'Europe un excédent commercial de 21 milliards de dollars dans les équipements solaires, et annoncé le relèvement de ses droits de douane de 11,8 % dans un premier temps avant de les augmenter de 47,6 % à partir du 6 août. Un accord a été négocié et conclu en juillet 2013 sur un prix minimum de vente de 0,56 €/W solaire fourni et sur un volume maximum d'exportation vers l'Europe de 7 GW, soit 60 % du marché européen, alors que les Chinois ont pris en 2012 80 % du marché, mettant en faillite une trentaine d'entreprise européennes.
Le 10 mai 2017, Solarworld, le dernier gros fabricant allemand de panneaux photovoltaïques, a annoncé son dépôt de bilan. La branche photovoltaïque n'employait plus que 32 000 personnes en Allemagne en 2015, contre plus de 100 000 en 2012, selon les chiffres du ministère de l'Energie.

### Politique énergétique

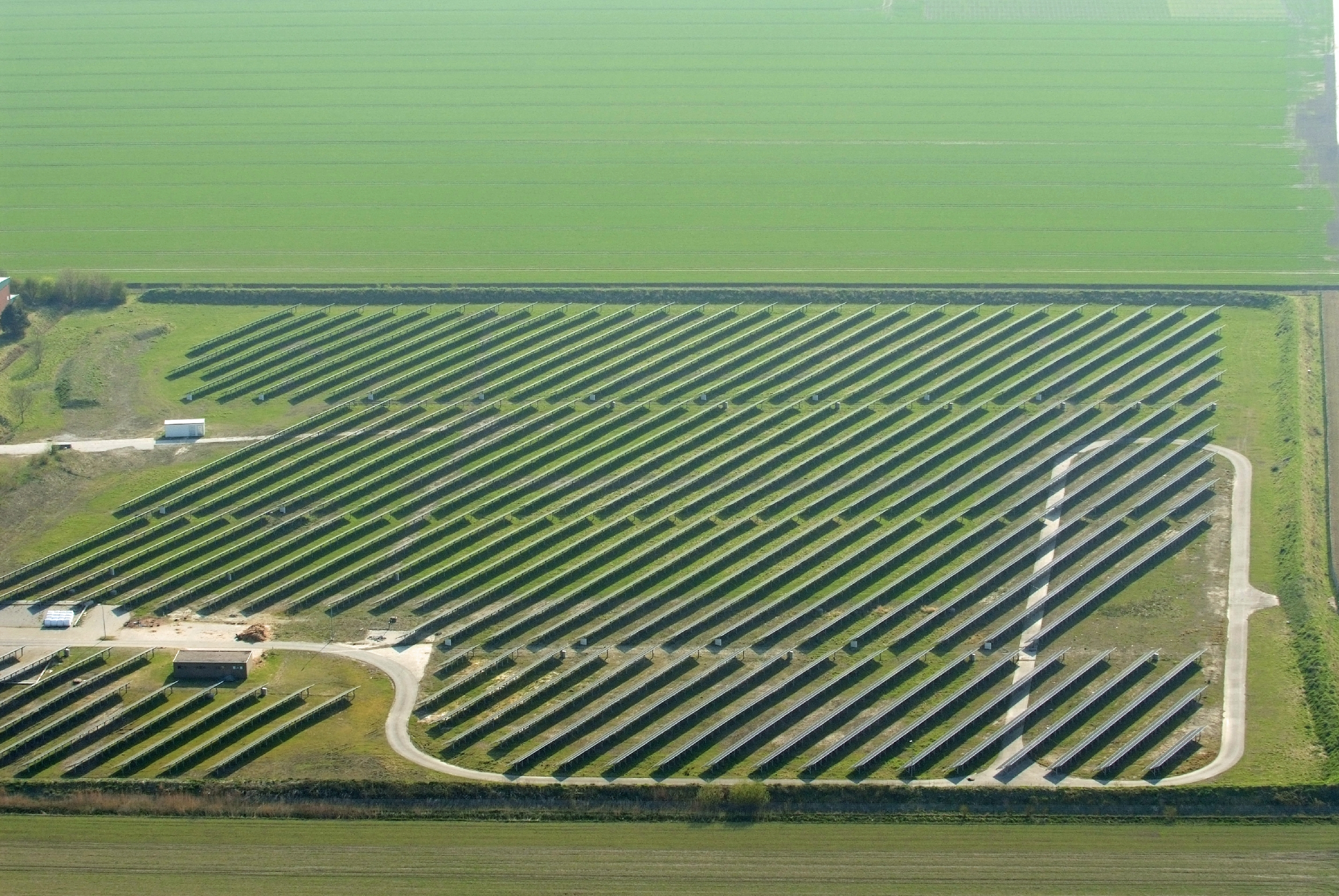
Centrale photovoltaïque de Mederns près de Friederikensiel en Basse-Saxe.

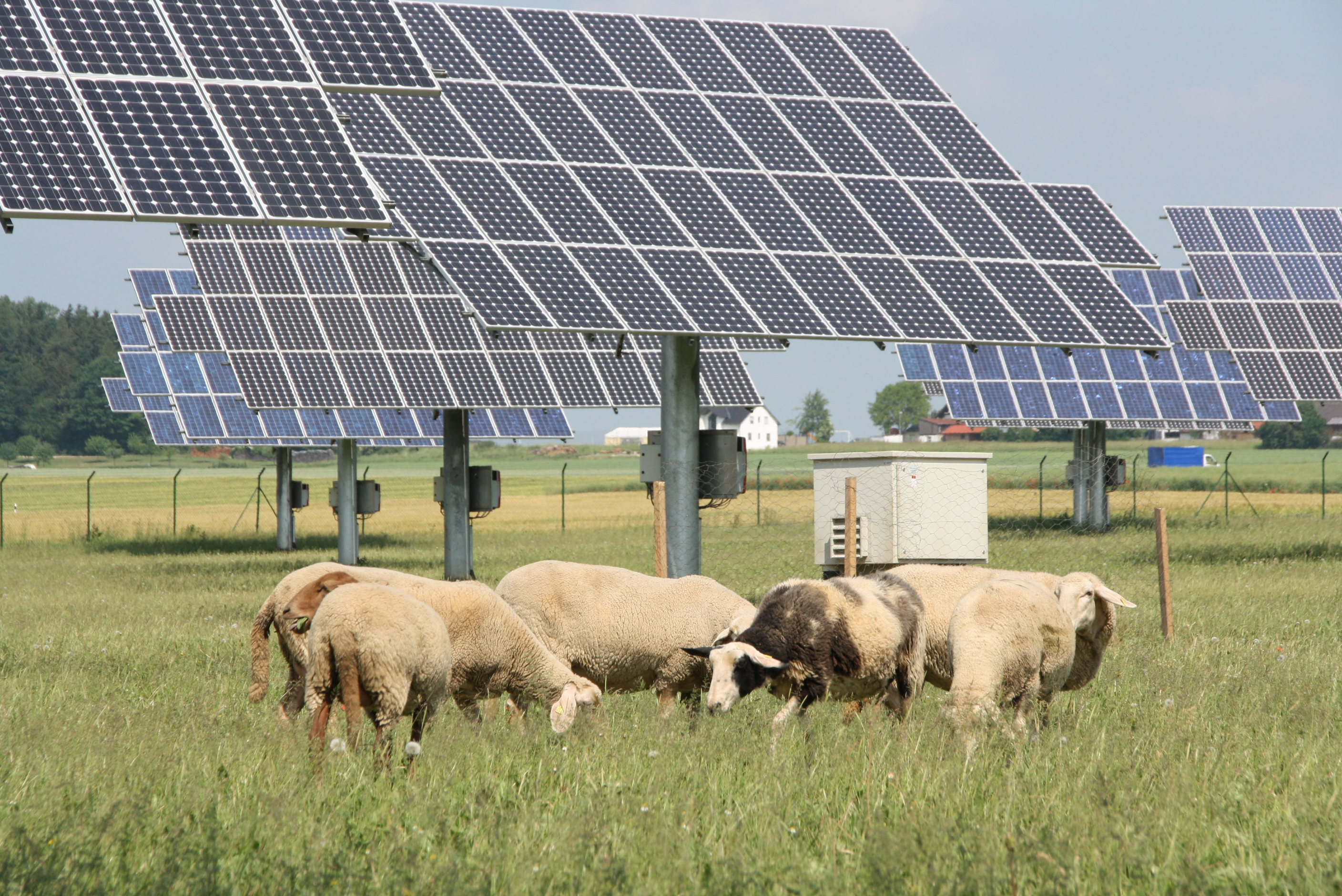
Parc solaire d'Untermöckenlohe (Bavière).

La coalition SPD/Verts arrivée au pouvoir en 1998 a lancé une nouvelle politique, dite de modernisation énergétique, menée par le ministre de l’écologie, Jürgen Trittin, concrétisée le 29 mars 2001 par l'adoption de la loi Erneuerbare Energien Gesetz (Loi sur les énergies renouvelables) : le tarif d’achat est garanti sur 20 ans, à un prix connu d’avance et permettant au producteur de rentabiliser son investissement ; le surcoût est répercuté sur le consommateur final sous la forme de la surtaxe EEG-Umlage.
En 2011, après l’accident de Fukushima, un paquet de lois (Gesetzpaket) adopté durant l'été décide, à côté de la sortie du nucléaire d'ici 2022 :
- des objectifs de réduction des émissions de GES de 40 % en 2020 et de 80-95 % en 2050 par rapport à 1990 et de la consommation d’énergie primaire de 20 % d’ici 2020 et de 50 % d’ici 2050 par rapport à 2008,
- l'objectif de produire avec les EnR en 2050 plus de 50 % de la consommation d’énergie primaire et, dès 2020, 35 % de la consommation finale d’électricité.

En 2014, l'Allemagne était en pleine renégociation de sa transition énergétique (Energiewende) ; la question de la hausse du prix de l'électricité avait fortement pesé sur les élections législatives ; la grande coalition CDU-SPD a défini une ligne commune : l'objectif de part des énergies renouvelables dans la consommation d'électricité sera fixé à 40-45 % pour 2025 et 55-60 % pour 2035 ; les dispositifs de soutien seront concentrés sur les technologies les plus prometteuses (solaire et éolien) aux dépens de la biomasse ; ils introduiront davantage de mécanismes de marché ; un compromis a été trouvé au sujet des exemptions de taxes EEG pour les entreprises électro-intensives et celles soumises à la concurrence internationale : ces exemptions, dénoncées par de nombreuses associations, ont fait l'objet d'une enquête de la Commission européenne qui soupçonnait des aides illégales ; finalement, environ 500 entreprises (sur 2 379 en 2014, pour un montant de 5 milliards €) perdront cette exemption ; les particuliers et les PME continueront donc à supporter pour l'essentiel les coûts de la transition énergétique.
L'objectif prioritaire du gouvernement est désormais de mieux contrôler l'augmentation du prix de l'électricité, politique qui s'est traduite par la première baisse de la taxe sur l'électricité EEG-Umlage qui finance le développement des énergies renouvelables : elle passe de 6,24 c€/kWh en 2014 à 6,17 c€/kWh en 2015, soit environ 220 €/an pour un ménage moyen consommant 3 500 kWh/an.
Afin d'encourager l'intégration des renouvelables sur le marché de l'électricité, les nouvelles lignes directrices européennes imposent aux bénéficiaires d'aides à la production depuis le 1er janvier 2016, de vendre leur électricité directement sur le marché ; les aides sont désormais octroyées sous la forme d'une prime qui s'ajoute au prix du marché ; les bénéficiaires sont soumis à des responsabilités standard en matière de contribution à l'équilibrage offre-demande, et des mesures sont annoncées pour éliminer toute incitation à produire à prix négatif ; ces dispositions ne s'appliquent pas aux installations de puissance inférieure à 500 kWc. À partir du 1er janvier 2017, les aides seront conditionnées à la mise en place d'une procédure de mise en concurrence.
En Allemagne, le développement de l'autoconsommation a d'abord été encouragé par un système de primes pour chaque kilowattheure autoconsommé ; un nouveau système, plus incitatif, lui a succédé : l'excédent de la production sur la consommation, injecté sur le réseau, bénéficie soit d'une prime de marché, soit du système du tarif d'achat ; pour les installations entre 10 kWc et 10 MWc, la part de la production éligible au tarif d'achat est limitée à 90 % ; depuis 2014, une taxe a été créée pour les autoconsommateurs afin de contribuer au développement de l'électricité renouvelable : les installations <10 kWc sont exemptées et les autres payent 30 % de taxe sur leur facture d'électricité (40 % en 2017) ; le gouvernement a aussi introduit un système d'aide aux systèmes équipés de batteries de stockage, avec un taux de subvention de 25 % du coût du système de mars à juin 2016, qui baissera progressivement jusqu'à 10 % fin 2018.
Une nouvelle réforme de la loi sur les énergies renouvelables a été adoptée par le Conseil des ministres le 8 juin 2016 : selon la formule du ministre de l'économie Sigmar Gabriel, « ce ne sera plus le Bundestag qui fixera les prix sur les énergies renouvelables mais le marché à travers des appels d'offres » ; l'objectif de 45 % d'électricité d'origine renouvelable en 2025 est maintenu ; les appels d'offres porteront en moyenne sur 600 MW par an pour le photovoltaïque, sans compter les installations des particuliers. Des premiers tests pilotes d'appels d'offres ont montré que le soutien financier est passé de 9 centimes à moins de 8 centimes par kilowattheure.
En 2018, le gouvernement a lancé une série d'appels d'offres pour accélérer le développement du photovoltaïque, pour un volume de 4 000 MWc d'ici 2021.
En avril 2022, le Conseil des ministres adopte le « paquet législatif de Pâques » qui modifie cinq lois afin d'accélérer le développement des énergies renouvelables, dont la part dans la consommation brute d'électricité devra plus que doubler, avec des objectifs de 80 % en 2030 et 100 % en 2035. L'électrification de l'industrie et des transports augmente les besoins en électricité, qui devraient quasi tripler d'ci 2030, à 600 TWh ; il va donc falloir tripler la vitesse de déploiement des énergies renouvelables. Les communes et les particuliers seront par ailleurs associés aux gains générés par ces infrastructures : par exemple, les nouvelles installations sur les toitures qui injectent entièrement leur électricité dans le réseau bénéficient d'une aide pouvant atteindre 0,138 €/kWh. Pour assurer le transport de cet afflux massif d'électricité verte, le paquet législatif prévoit en parallèle 19 nouveaux projets d'extension du réseau et la modification de 17 projets d'extension. Les appels d’offres photovoltaïques passeront d’environ 6 GWc en 2022 à 22 GWc par an à partir de 2026, et ce jusqu’en 2035 au moins, portant la puissance photovoltaïque du pays à au moins 215 GWc d’ici la fin de la décennie.
Le 6 avril 2022, le gouvernement annonce qu’il porte son objectif d’énergie renouvelable à 80 % dans le mix électrique à partir de 2030 contre 65 % précédemment, et environ 100 % en 2035. La publication de la nouvelle loi énergie renouvelable, qui a pris effet au 1er juillet 2022, a été accélérée du fait de l’invasion de l’Ukraine par la Russie ; elle  contient une clause qui identifie les énergies renouvelables comme étant dans l’intérêt de la sécurité publique. Les appels d’offres, qui ont parfois été sous-souscrits les années précédentes, vont être considérablement augmentés : pour le solaire photovoltaïque, ils passeront d’environ 6 GWc en 2022 à 22 GWc par an à partir de 2026 jusqu’en 2035 au moins, amenant la puissance photovoltaïque du pays à au moins 215 GWc d’ici 2030.
En 2023, l'Allemagne a été le premier pays de l’Union européenne à passer la barre des 10 GWc installés en une année, grâce à la mise en œuvre de la loi EEG de 2022 qui a permis de débloquer de nombreux projets en attente d’autorisation, grâce à une clause qui identifie les énergies renouvelables comme étant dans l’intérêt de la sécurité publique, rendant leur installation prioritaire. Les appels d'offres  ont été considérablement augmentés : en 2023, trois appels d’offres de 1 950 MWc chacun de centrales au sol ont ainsi été lancés, pour un volume réel alloué de 5 172,2 MWc, et trois appels d’offres de 217 MWc en toiture, pour un volume réel alloué de 596,9 MWc. En 2024, trois appels d’offres de 2 700 MWc de centrales au sol seront lancés et trois appels d’offres de 300 MWc en toiture. De plus, les tarifs d’achat pour les nouveaux systèmes en toiture ont été augmentés, les réductions mensuelles des tarifs de rachat pour les nouveaux systèmes ont été arrêtées jusqu’à la fin 2024 et aucune TVA n’est applicable pour les systèmes solaires depuis janvier 2023. Enfin, la loi sur la rénovation énergétique des bâtiments (Gebäudeenergiegesetz), entrée en vigueur en janvier 2024, rend obligatoire pour 2028 l’utilisation d’au moins 65 % d’énergie renouvelable pour les nouveaux systèmes de chauffage.

### Prix d'achat de l'électricité photovoltaïque

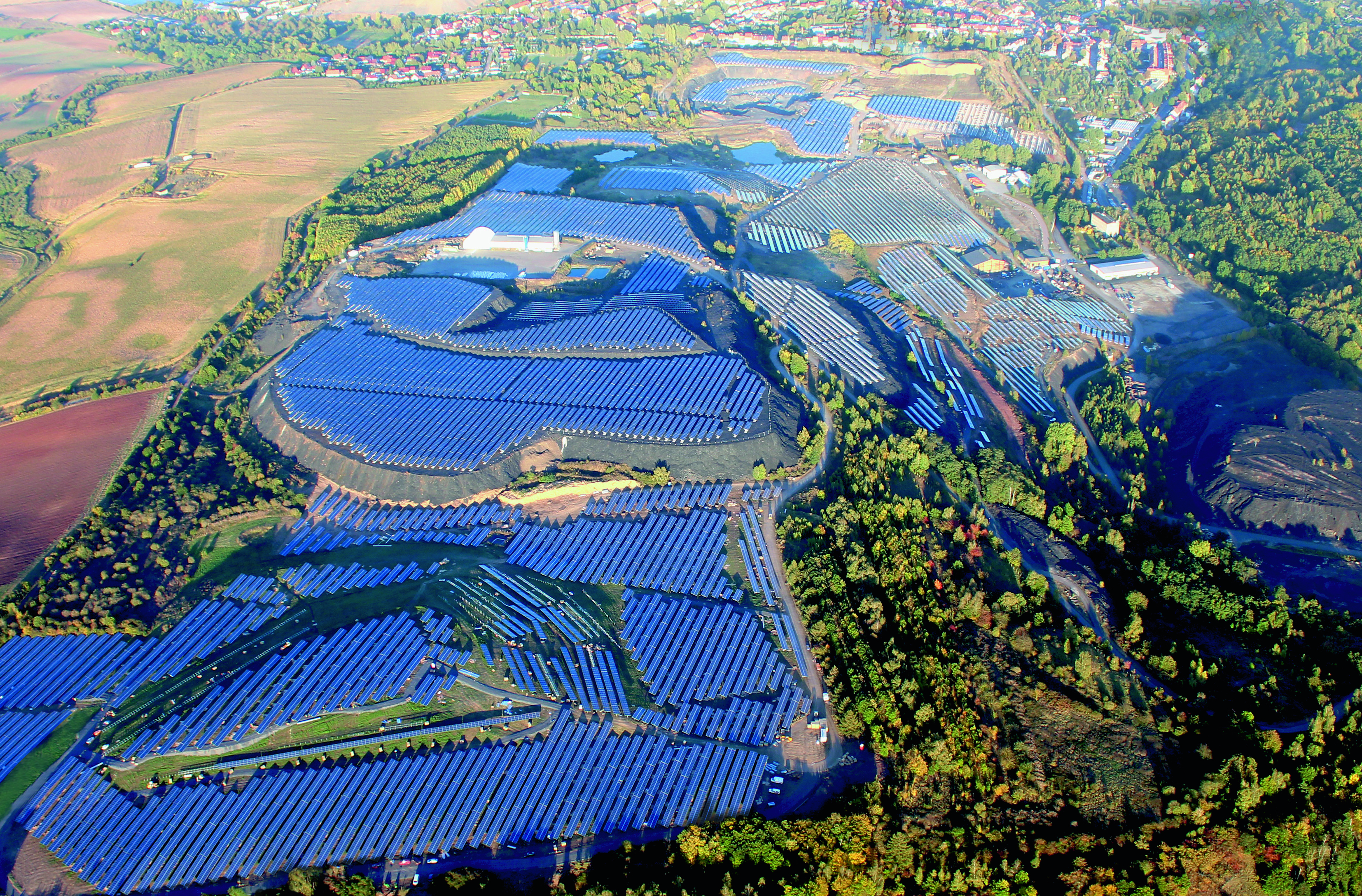
Centrale solaire photovoltaïque de Krughütte (29 MW) à Eisleben, Saxe-Anhalt en Allemagne, 2012.

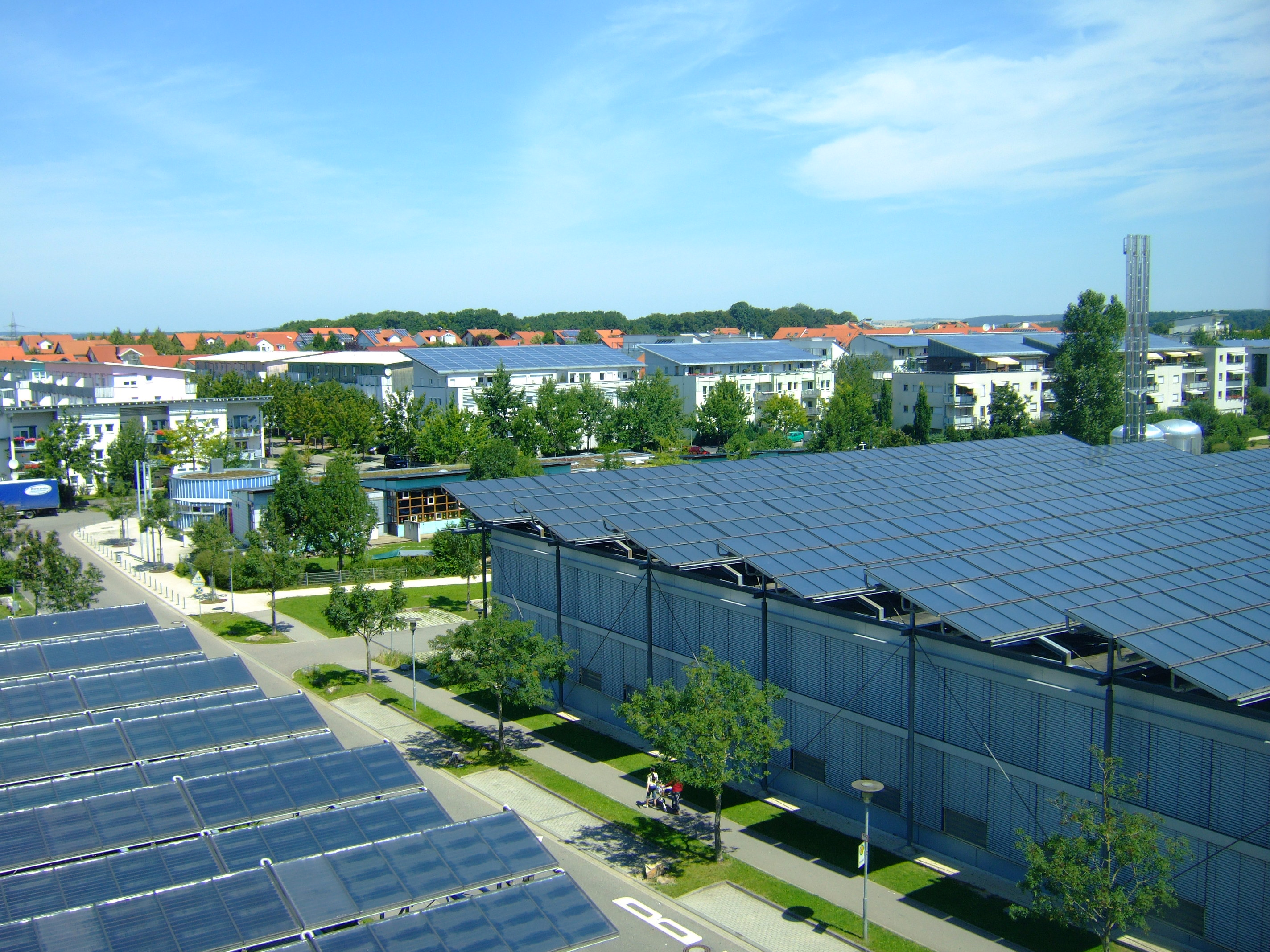
Centrale solaire photovoltaïque en toits d'immeubles à Neckarsulm-Amorbach dans le Bade-Wurtemberg, 2007.

Les résultats des deux derniers appels d'offres solaires de 2020 montrent que le solaire est devenu l'énergie renouvelable la plus compétitive : en février 2020, 100,6 MWc de projets ont été sélectionnés à des prix allant de 35,5 à 52,1 €/MWh, avec une moyenne de 50,1 €/MWh contre 56,8 €/MWh lors de l'appel d'offres de décembre 2019. L'appel d'offres de mars 2020 a alloué 301,2 MWc à un prix moyen de 51,8 €/MWh. Les installations en toiture de moins de 750 kWc bénéficient encore d'un tarif garanti révisé chaque mois, qui a baissé de 1,4 % en avril 2020, passant à 94,4 €/MWh pour des puissances inférieures à 10 kWc et 72,1 €/MWh entre 40 et 100 kWc.
L'appel d'offres solaire clos en mars 2019 a sélectionné 131 projets pour un total de 505 MWc avec un prix de référence moyen de 65,9 €/MWh, largement supérieur au prix moyen obtenu lors de celui de février 2019 : 48 €/MWh pour 178 MWc ; cette hausse semble provenir d'une pénurie de terrains qui susciterait la spéculation ; l'appel d'offres bi-technologies (éolien + solaire) d'avril 2019 n'a sélectionné que des projets solaires : 210,8 MWc avec un prix de référence moyen de 56,6 €/MWh contre 52,7 €/MWh lors de l'appel d'offres bi-technologies de novembre 2018. Pour les petites installations (<100 kWc), le système des tarifs d'achat réglementés reste en vigueur, avec des tarifs allant de 70 à 111 €/MWh en avril 2019.
En 2017, les systèmes de puissance inférieure à 750 kWc bénéficient d'un régime de complément de rémunération (Marktprämie), calculé sur la base d'une valeur de référence variant de 12,6 c€/kWh à 8,84 c€/kWh à partir de décembre 2017. Les tarifs d'achat subsistent pour les installations d'autoconsommation au-dessous de 100 kWc, avec des tarifs peu différents. Au-dessus 750 kWc, le prix d'achat est défini par des appels d'offres ; le dernier appel d'offres (février 2018) pour les centrales au sol a atteint 200 MWc avec une valeur de référence de 4,33 c€/kWh ; l'offre la plus basse était à 3,86 c€/kWh. En avril 2018, le premier appel d'offres bitechnologie (éolien-solaire) a acté l'avantage concurrentiel du solaire : tous les lauréats ont été des projets solaires, avec un prix moyen de 4,67 c€/kWh.
Le prix d'achat moyen versé par kWh en 2011 était de 401 €/MWh ; les tarifs d'achat des nouvelles centrales baissaient fortement : de 56 à 244 €/MWh en 2012, selon la catégorie ; en comparaison, le prix moyen du marché de gros à la bourse de l'électricité fluctuait autour de 50 €/MWh.
La nouvelle loi EEG, entrée en vigueur le 1er août 2014, a modifié profondément le système d'incitation allemand : les tarifs d'achat garantis ne s'appliquent plus qu'aux petites installations (500 kWc maximum), seuil abaissé à 100 kWc au 1er janvier 2016. La dégressivité de ces tarifs devient mensuelle ; lorsque la puissance installée est dans le corridor cible (entre 2400 et 2 600 MWc par an), la dégressivité est de 0,5 % ; si le rythme d'installation dépasse la cible, la dégressivité est plus forte : 1 % à 2,8 % ; au-dessous du corridor, elle est ramenée à 0,25 % ou 0 %, et le tarif peut même être relevé de 1,5 % si les installations tombent sont inférieures de 1 400 MWc à la cible. Pour les installations non éligibles au tarif d'achat, le système de vente directe sur le marché plus prime, jusqu'alors optionnel, est devenu obligatoire : au prix de l'électricité sur le marché EPEX Spot s'ajoute une prime destinée à compenser le manque à gagner du producteur, calculée par différence entre le prix moyen mensuel du marché et un prix de référence défini par la loi EEG, augmentée d'une prime de gestion de 0,4 c€/kWh pour compenser les risques et coûts liés à la vente directe.
L'appel d’offres publié en mars 2023 a été largement sursouscrit avec 2,9 GWc d’offres présentées pour un volume de 1,95 GWc. La valeur d’attribution moyenne atteint 7,03 c€/kWh, en forte augmentation par rapport aux deux précédents résultats de 2022 : 5,80 c€/kWh pour celui du 1er novembre 2022 et 5,51 c€/kWh pour celui du 1er juin 2022. Ces augmentations s’expliquent à la fois par l’augmentation du prix des modules et par des augmentations du coût en capital qui a pris entre 2 et 3 points de plus du fait de la hausse d’intérêt.

### Parité réseau et autoconsommation
Du fait des prix très élevés de l'électricité en Allemagne, la parité réseau est atteinte depuis avril 2012 : le coût de l'électricité produite par les nouvelles installations photovoltaïques est inférieur à tous les tarifs résidentiels de l'électricité du réseau ; en août 2013, il est de 10,25 à 14,80 c€/kWh (tarif d'achat réglementé) au lieu de 24,42 à 40,28 c€/kWh ttc (tarif réseau moyen selon consommation d'après Eurostat database) et les tarifs d'achat de l'électricité produite par des installations de 10 kWc et plus (surface > 80 m2) sont inférieurs (10,25 à 14,04 c€/kWh) au tarif industriel moyen de l'électricité du réseau (17,27 c€/kWh pour 500 à 2 000 MWh par an). Le gouvernement allemand a donc décidé de supprimer, à partir du 1er janvier 2014, la prime à l’autoconsommation devenue inutile.
En 2018, la part directement auto-consommée de la production photovoltaïque est passée à 10,8 % contre 10,1 % en 2017 et 9,5 % en 2016. Le marché des systèmes photovoltaïques avec batteries est passé de 20000 en 2016 à 31000 en 2017 et à 35000 en 2018, soit environ la moitié des nouvelles installations photovoltaïques. Ce marché a démarré en 2013 et le total cumulé des installations avec stockage atteint 120 000 unités ; elles bénéficient de subventions pouvant aller jusqu'à 10 % et de prêts à taux préférentiels.
En 2024, l'AGEE-Stat, qui a revu sa méthodologie, estime la part de l’autoconsommation solaire à 18 % contre 13 % en 2023.

### Stockage par batteries
Selon l'AGEE-Stat, le taux d’équipement en systèmes de stockage par batterie est passé de 8,1 % en 2022 à 10,7 %. Selon l'Association allemande de l’énergie solaire (BSW Solar), 573 000 nouvelles batteries ont été installées durant l’année
2022, contre 214 000 en 2022, 141 000 en 2021 et 88 000 en 2020, portant le parc total de batteries à 1 197 000. En 2023,
81 % des nouvelles installations solaires résidentielles étaient équipées d’un système de stockage domestique.
Le rapport « European Market Monitor on Energy Storage » estime le nombre de batteries domestiques à au moins 3,4 millions en Europe en 2024, dont 1,7 million en Allemagne.

## Énergie solaire thermodynamique
La filière solaire thermodynamique à concentration n'est pas exploitée en Allemagne car elle nécessite des taux d'irradiation solaire élevés.
Une petite centrale à tour solaire à vocation expérimentale (1,5 MWe) a été construite à Juliers par l'Institut solaire de Jülich (Solar-Institut Jülich) et le Deutsches Zentrum für Luft- und Raumfahrt (DLR - Centre allemand pour l'aéronautique et l'aérospatiale) ; mise en service en 2009, cette centrale équipée de 2153 héliostats sur 8 hectares et d'une tour de 60 m au sommet de laquelle est installé le récepteur de 22 m2 en éléments céramiques qui échauffe à 700 °C l'air qui circule à l'intérieur ; la chaleur ainsi produite peut être utilisée, par exemple, pour produire de la vapeur destinée à la production d'électricité, ou pour produire de l'hydrogène ; les essais et recherches conduits sur ce pilote viseront à préparer la construction de centrales thermodynamiques pour l'exportation.

## Entreprises
Quelques entreprises ont fermé depuis 2008, devant affronter une compétition rude des panneaux solaires importés. D'autres ont été absorbées, telle Bosch Solar Energy par SolarWorld, Q-Cells par le sud-coréen Hanwha Q-Cells, Solon AG par une entreprise émiratie. Les principales entreprises allemandes sont[réf. nécessaire] :
- Aleo Solar
- Bosch Solar Energy
- Centrosolar (en)
- Centrotherm Photovoltaics (en)
- Conergy
- Gehrlicher Solar (en)
- IBC SOLAR
- Juwi (en)
- Phoenix Solar
- Roth & Rau (en)
- Singulus Technologies
- SMA Solar Technology
- SolarWorld